# Wedtlenstedt
Wedtlenstedt ist ein Ortsteil der Gemeinde Vechelde im Landkreis Peine in Niedersachsen.

## Geschichte
Der Ort ist vermutlich zwischen 300 und 800 entstanden. Die erste urkundliche Erwähnung erfolgte im Jahr 1105 als „Wethelemstide“, später als „Wetelemstide“ (1270) und „Wetelenstede“.
Im Jahr 1105 schenkte Graf Dietrich III. von Katlenburg die Wedtlenstedter Kirche und ihre Güter, dem von ihm gegründeten Kloster Katlenburg. 1270 verkaufte ein Johannes von Wedtlenstedt Eigengut in Wedtlenstedt an das Kreuzkloster in Braunschweig. Im Jahr 1384 erwarb das Kreuzkloster weiteres Land vom Kloster Katlenburg.
| \| \| |
| --- |
| Die erste kartografische Darstellung Wedtlenstedts im Ämteratlas des Fürstentums Braunschweig-Wolfenbüttel von Gottfried Mascop, 1574. |
| Wedtlenstedt · Ämteratlas des Fürstentums Braunschweig-Wolfenbüttel von Gottfried Mascop, 1574.                                        |

Um 1440 wurde Wedtlenstedt mit weiteren zehn Dörfern des Fürstentums Braunschweig-Wolfenbüttel zum Verwaltungs- und Gerichtsbezirk „Amt Eich“ oder auch „Zur Eiche“ zusammengefasst. Das Amt umfasste das Gebiet westlich der Stadt Braunschweig, von der Braunschweiger Landwehr bis etwa zum Flüsschen Aue. Im Jahr 1501 verpfändete Herzog Heinrich I, genannt der Ältere, die Dörfer des Amts an die Stadt Braunschweig, unter deren Verwaltung sie bis 1671 blieben, als die Epoche der unabhängigen Stadt Braunschweig durch Rückeroberung der Fürsten von Braunschweig-Wolfenbüttel beendet wurde. Im Jahr 1847 hatte Wedtlenstedt 258 Einwohner in 28 Feuerstellen.

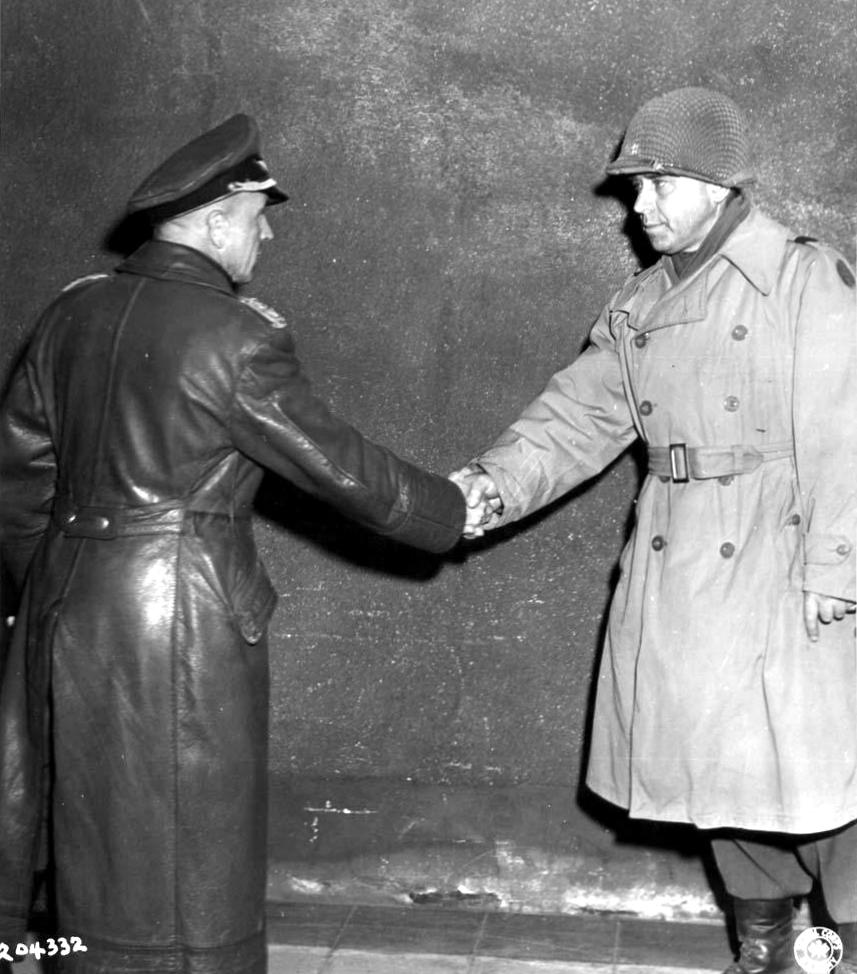
Verhandelten am 10. April 1945 bei Wedtlenstedt über die Übergabe der Stadt Braunschweig: Generalleutnant Karl Veith und US-Generalmajor Leland Hobbs.

Am 10. April 1945 fanden bei Wedtlenstedt, an der Kanalschleuse des Stichkanals Salzgitter, Verhandlungen zwischen dem Kommandeur der 30. US-Infanteriedivision Generalmajor Leland Hobbs und dem Kommandanten der Stadt Braunschweig Generalleutnant Karl Veith um die Kapitulation Braunschweigs statt. Die Verhandlungen endeten ergebnislos. Die kampflose Übergabe der Stadt Braunschweig erfolgte erst zwei Tage später, am 12. April 1945.
Wedlenstedts Zuordnung zum Landkreis Braunschweig und sein Status als selbstständige Gemeinde endeten am 1. März 1974 im Zuge der Gebietsreform Niedersachsens.

## Dorfbild und Ortsentwicklung
Das alte Dorfbild wird vorwiegend von mitteldeutschen Dreiseit- und Hakenhöfen aus Backsteinfachwerk und Backstein bestimmt, deren Wohngebäude vielfach Südlage aufweisen.

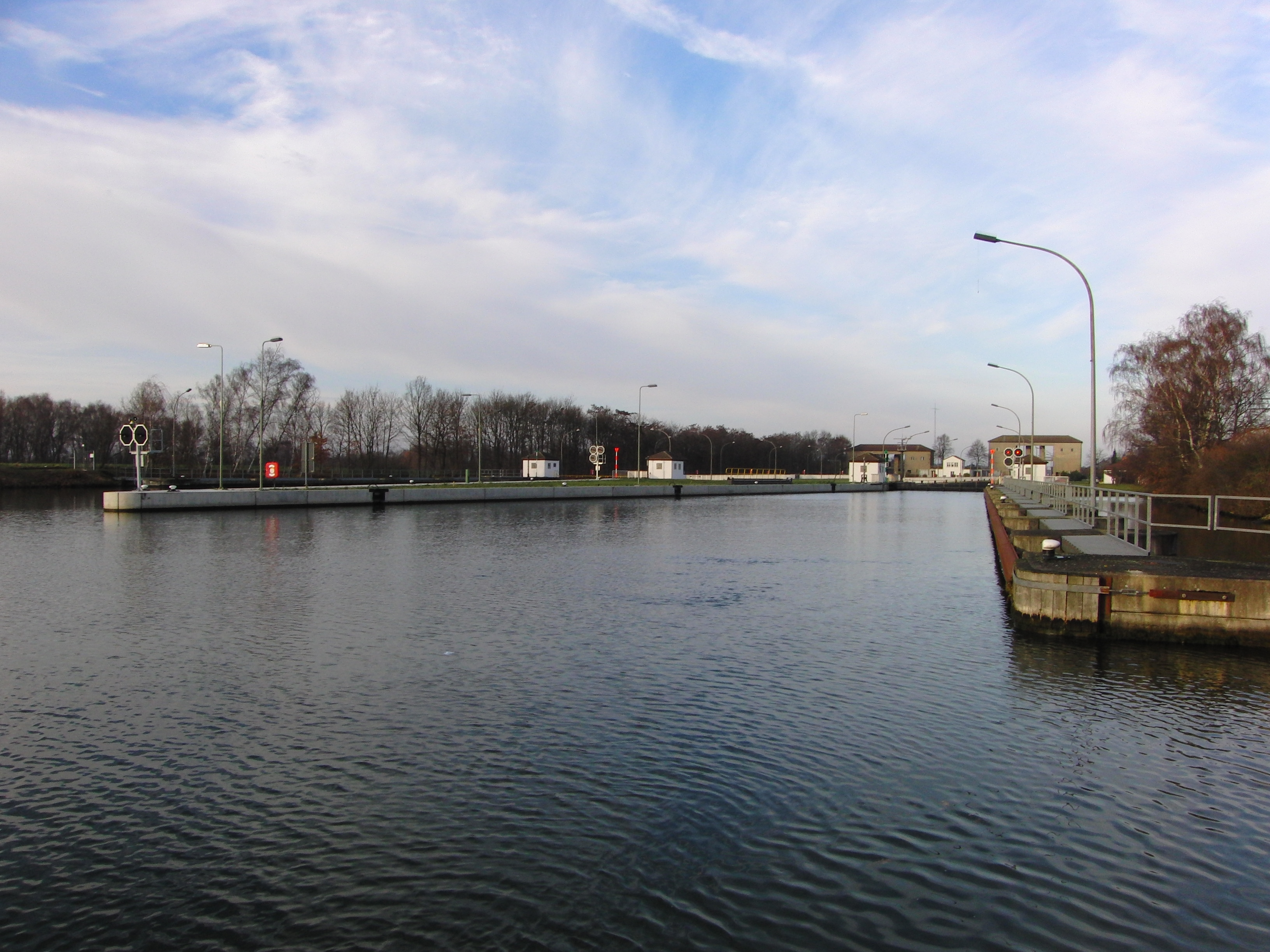
Östliches Schleusenbecken der Schleuse Wedtlenstedt

In den vergangenen Jahrzehnten hat der Ort begonnen, sich nach Westen und Osten durch Eigenheime, Siedlungs- und Reihenhäuser zu erweitern, nach Süden durch Gewerbegebiete. Im Westen wird der Ort vom Stichkanal Salzgitter und seinen 225 m langen Schleusenbecken begrenzt. Der Yachthafen Heidanger am Stichkanal Salzgitter bei Wedtlenstedt bietet 90 Liegeplätze.
In der zweiten Hälfte des 20. Jahrhunderts wurden im Umkreis des Ortes durch Sand- und Kiesabbau zahlreiche Seen geschaffen, die nach Beendigung der Baustoffgewinnung rekultiviert wurden. Die meisten Seen dieser Art werden heute als Angelsportgelände genutzt. Derzeit befindet sich ein Kiestagebau im Nordwesten der Ortschaft in Betrieb.

### Nachbarorte
|           | Bortfeld (Wendeburg)                        | Kanzlerfeld (Braunschweig) |
| Vechelade | Kompassrose, die auf Nachbargemeinden zeigt | Lamme (Braunschweig)       |
| Vechelde  | Denstorf                                    | Klein Gleidingen           |

## Politik
Der Ortsrat von Wedtlenstedt setzt sich aus neun Ratsfrauen und Ratsherren zusammen.
| Ortsrat Wedtlenstedt 2021–2026Insgesamt 9 Sitze - SPD: 3 - Grüne: 1 - FDP: 1 - CDU: 4 |
| ------------------------------------------------------------------------------------- |

|      | SPD | CDU | Grüne | FDP | Gesamt  | Stand                              |
| 2021 | 3   | 4   | 1     | 1   | 9 Sitze | Kommunalwahl am 12. September 2021 |
| 2016 | 4   | 3   | 1     | 1   | 9 Sitze | Kommunalwahl am 11. September 2016 |
| 2011 | 4   | 3   | 1     | -   | 8 Sitze | Kommunalwahl am 11. September 2011 |
| 2006 | 4   | 4   | 1     | -   | 9 Sitze | Kommunalwahl am 10. September 2006 |

### Ortsbürgermeister
Ortsbürgermeisterin ist Gundi Urban (CDU). Stellvertretender Ortsbürgermeister ist Tobias Jäcker (FDP).

## Wappen
Das Wappen zeigt auf einem blauen Schild den nach links gewandten goldenen Kopf eines Sachsenrosses und ein goldenes Kreuz in seiner linken oberen Ecke.
Der Pferdekopf weist auf die Gründung des Ortes als altsächsische Siedlung hin. Des Weiteren symbolisiert er die Verbundenheit mit dem Land Niedersachsen, die landwirtschaftliche Prägung des Ortes, würdigt das Pferd als treuen Helfer und weist zudem auf eine große Pferdeweide hin. An diese erinnert noch der Flurname „Pferdekoppel“. Sie wurde dort vom Landgestüt Braunschweig für die Pferdezucht angelegt. Das Kreuz repräsentiert den Grundherrn Wedtlenstedts (ab 1384), das Kreuzkloster in Braunschweig. Die Farben Blau und Gold bekräftigen die Zugehörigkeit zum ehemaligen Land Braunschweig.
Das Wappen wurde am 16. Dezember 1981 vom Ortsrat angenommen. Der Entwurf stammt von Arnold Rabbow.

## Persönlichkeiten
- Benjamin Georg Peßler (1747–1814), deutscher Theologe und Erfinder
- Johann Friedrich Hodann (lat.: Johannes Fridericus Hodannus; 1674–1745), deutscher Theologe und Pädagoge, Assistent von Gottfried Wilhelm Leibniz
- Jacob Tappe (lat.: Jacobus Tappius; 1603–1680), deutscher Mediziner und Professor für Medizin der Universität Helmstedt